# Кирикири
Кирикири — правитель (энси) Эшнунны, правил в начале XX века до н. э. Носил эламское имя.

## Правление
Носил титул не царя (лугаля), а всего лишь правителя (энси), верный признак того, что он находился в зависимости от царя Исина, царя Шумера и Аккада Шуилишу.
Продолжил укрепление политического могущества Эшнунны. Расширил территорию города. Реорганизовал армию, создал отборный отряд — так называемую «царскую гвардию», полностью состоящую на довольствии у правителя. Видимо, вступил в союз с эламитами и амореями, поэтому его царствование было довольно мирным.
Правил не менее 9 лет.

## Список датировочных формул Кирикири
|   | |
| a | Год, когда Кирикири [стал] энси Эшнунны OIP 43 173 mu ki-ri-ki-ri ensi2 asz2-nun-na                            |
| b | Год, когда статуя из карнеола была сделана OIP 43 174 mu alan gi-ri-um ba-dim2                                 |
| c | Год, когда отборные воины были подготовлены OIP 43 174 mu aga3-usz ka ba-ab-keszda2                            |
| d | Год, когда новый город был основан OIP 43 174 mu uruki gibil ki ba-a-gar                                       |
| e | Год после года, когда новый город был основан OIP 43 174 mu us2-sa uruki gibil ki ba-a-gar                     |
| f | Второй год после года, когда новый город был основан OIP 43 174 mu us2-sa uruki gibil ki ba-a-gar mu us2-sa-bi |
| g | Год, когда эмблема из алебастра была сделана OIP 43 176 mu giszszu-nir na4gisz-nu11-gal ba-dim2                |
| h | Год, когда великолепный скипетр для Тишпака был вырезан OIP 43 176 mu gidru mah dtiszpak ba-tag                |
| i | Год, когда великолепный топор для Тишпака был сделан OIP 43 177 mu gin2 mah dtiszpak ba-dim2                   |

| Династия Эшнунны         |                                           |                    |
| Предшественник: Нур-ахум | правитель Эшнунны начало XX века до н. э. | Преемник: Билалама |